# Katharina Winter
Katharina Winter (* 4. Februar 1901 in Hamburg als Margaretha Juliane Catharina Winter; † 16. Mai 2005 in Berlin) war eine Berliner Unternehmerin und Unterstützerin der Widerstandskämpfer des 20. Juli 1944.
Margaretha Katharina Winter wurde 1901 in eine reiche Hamburger Fabrikantenfamilie geboren (Carstens & Winter, Deutschlands größte Fleisch- und Wurstwarenfabrik, Flensburg). Ihre Jugend verbrachte sie in Berlin und erlebte hier die Goldenen Zwanziger. Die attraktive und selbstbewusste Frau war mit dem jüdischen Antiquitätenhändler Walther Eppenstein verheiratet, der nach einer erzwungenen Scheidung im Dezember 1938 untertauchte (Giesebrechtstraße 14) und von ihr versteckt und finanziell unterstützt wurde. Die von ihr beim französischen Botschafter „erkaufte“ Fluchtmöglichkeit schlug ihr Ehemann aus. Im März 1942 wurde er verraten, von der Gestapo aufgespürt und kurze Zeit später im KZ Majdanek in der Gaskammer ermordet.
Margarethe Winter, wie sie sich geschäftlich nannte, führte in Berlin eines der exklusivsten Schuhgeschäfte der Stadt am Kurfürstendamm 13 – ITALY –, gründete die Ferragamo-Winter Schuhgesellschaft Berlin und war Alleinimporteurin der eleganten Salvatore Ferragamo Schuhe Florenz. Weitere Geschäfte gab es in Neukölln an der heutigen Karl-Marx-Straße (MaWi-Schuhe) und in Hamburg, An den Colonnaden und Neuer Wall. Als ihr Schuhsalon am Kurfürstendamm 13 wegen zu großem Luxus im Zuge der allgemeinen Stilllegungsmaßnahmen geschlossen wurde, produzierte sie in ihrer Wohnung Kaiserallee  32, heute Bundesallee, selbst Schuhe und beschäftigte dort bis zu 18 Schuster. Der Verkauf ging in der Privatwohnung weiter. Nach dem Krieg wurden Schuhe aus allen möglichen verfügbaren Materialien gefertigt.
Der elegante Schuhsalon am Kurfürstendamm 13 war besonders bei den Frauen der NS-Parteiprominenz beliebt. Hier kauften Magda Goebbels ebenso wie Eva Braun ihre Schuhe.
Sie unterstützte die Männer des 20. Juli 1944 um Josef Wirmer, mit dem sie über viele Jahre ein Verhältnis hatte, mit Geld und Unterschlupf. Hiervon zeugen noch heute mehr als 100 handgeschriebene Briefe mit zum Teil politischem Inhalt. Mehrere konspirative Treffen Wirmers mit Claus Schenk Graf von Stauffenberg und Carl Friedrich Goerdeler fanden in ihrer Wohnung in der Kaiserallee 32 statt. Sie selbst wurde allerdings nicht in die Gespräche einbezogen und gilt daher nicht als Widerstandskämpferin im engeren Sinne. Nach dem Scheitern des Putsches versuchte sie eine Fluchtmöglichkeit für Wirmer zu organisieren, die dieser jedoch nicht wahrnahm, weil er, wie von Hitler angekündigt, Repressalien gegen seine Familie befürchtete.
Nach dem Krieg baute Margarethe Winter ihre Schuhgeschäfte in Berlin, Kurfürstendamm und Hamburg, Neuer Wall wieder auf. 1959 ging sie nach New York, arbeitete als Hauswirtschaftlerin bei verschiedenen „Dienstherren“, unter anderem lange Jahre beim königlich-niederländischen Gesandten Moritz van Lohen, und kehrte erst 1971 nach Berlin zurück. Sie lebte in Hamburg und Berlin und verstarb in ihrer Wohnung in Berlin im Alter von 104 Jahren.